# Bogdan Marcu (inginer spațial)
Bogdan Marcu (n. 13 aprilie 1959, Bacău) este un inginer aeronaval și spațial roman, doctor în inginerie spațială și expert în proiectarea  și realizarea motoarelor de rachete.
Din 1991, specialistul în motoare cu reacție Bogdan Marcu a studiat, în cadrul studiilor doctorale, la University of Southern California și a lucrat în Statele Unite ale Americii, în domeniul construcției motoarelor rachetă, în ordine: la Rocketdyne (1998 - 2011), SpaceX (2011 - 2016) și din nou la Rocketdyne, redenumită Aerojet Rocketdyne Holdings (2016 - prezent).
Între 2011 - 2016, Bogdan Marcu a activat în compania SpaceX, creată de antreprenorul americano-canadian de origine sud-africană Elon Musk, fiind proiectantul șef al motoarelor rachetă en  Merlin 1D și en  Merlin VacD, care operează actualmente racheta Falcon 9, precum și al turbinei prototip a en  motorului Raptor.
Din 2016 până în prezent, specialistul român a revenit la en  Rocketdyne, care, după ce și-a schimbat proprietarii și numele se numește astăzi en  Aerojet Rocketdyne. Aici, lucrează ca șef de proiecte la noile motoare derivate din en  RS-25, pentru NASA Space Launch System (sistem de lansare cunoscut sub acronimul SLS).

## Biografie profesională[3][4][5]

### În România (1984- 1991)
Bogdan Marcu este absolvent al Institutului Politehnic București, facultatea de Aeronave, secția Turbomotoare (atunci Sisteme de Propulsie I), promoția 1984. 
După absolvirea facultății, prima poziție a fost cea de inginer la Întreprinderea de Aviație Bacău, anterior Uzina de Reparații Avioane și Întreprinderea de Avioane Bacău și în prezent Aerostar. Acolo, proaspătul inginer a lucrat la secția de reparații motoare de avioane militare Mig-15 și Mig-21.
„ Am căutat în acei primi ani să mă implic în proiectele interesante care erau în derulare: inițierea fabricației unui motor auxiliar de tip RU-19 (licența URSS), planificat pentru a intra în producția românească la mijlocul anilor 1980 și folosirea acelui tip de motor pe un prototip de rachetă maritimă, o modificare de concepție românească a unor rachete sovietice din anii 1960 de tip Y-15, un proiect abandonat, însă.”—Bogdan Marcu în interviul luat de Corina Negrea, Interviu la Radio România Cultural
În 1986 se transferă la Institutul de Aviație din Bucuresti, devenit apoi Institutul Național de Cercetare-Dezvoltare Turbomotoare (cunoscut și sub numele scurt de Comoti S.A.), secția motoare. Acolo lucrează la proiecte legate de fabricația motoarelor de elicopter sub licență franceză en  Turmo IVC și britanică Rolls Royce Viper (ambele aflate atunci în fabricatie, la Turbomecanica). A participat la testarea și omologarea motorului Rolls-Royce Spey 512 dar și a altor motoare cu reacție Rolls Royce ale Rolls-Royce Holdings care fuseseră planificate a fi fabricate tot la Turbomecanica, începând din anii 1989 - 1990. În paralel se făceau eforturi pentru construirea unui prototip de motor indigen. 
„ După revoluție, odată cu înființarea Comoti, echipa a demarat proiecte ambițioase de a adapta motoare de aviație la aplicații terestre, cum ar fi pompare de gaz metan sau injectare de aer sub presiune în zăcăminte de petrol pentru accelerarea extragerii.”—Bogdan Marcu la emisiunea Născut în România, emisiune difuzată la 28 iunie 2020

### În Statele Unite ale Americii (1991- prezent)

#### Doctorat și aerodinamica vehiculelor terestre
În 1991 pleacă în Statele Unite la o bursă de studii la Universitatea Southern California din Los Angeles unde, în anul 1994 își obține doctoratul în inginerie aerospațială.
După doctorat, Bogdan Marcu a fost cercetător în domeniul aerodinamicii autovehiculelor la aceeași universitate, în cadrul unui program de cercetare al CALTRANS numit PATH (Partnership for Advanced Transportation on Highways). Programul PATH elabora primele concepte de pilotare autonomă a vehiculelor rutiere și auto-organizare a traficului în trenuri de vehicule inteligente care să comunice automat între ele.

#### Rocketdyne
În 1998 se mută la Rocketdyne Propulsion and Power, pe atunci o divizie a corporatiei Boeing (devenită apoi, în 2005, divizie a Pratt si Whitney Arhivat în 8 iulie 2020, la Wayback Machine.) unde face o specializare în domeniul turbinelor de motoare rachetă, parte din turbo-pompele de mare performanță necesare motoarelor rachetă cu combustibil lichid.
Participă la diverse proiecte aflate într-un grad avansat de realizare, așa cum era Proiectul MB-60, o colaborare dintre Mitsubishi Industries și Boeing pentru realizarea unui motor superior celui folosit anterior de racheta en  Delta IV, respectiv unui motor ce urma a fi folosit ca motor principal a viitoarei generații de navete spațiale, numit generic SSME – Space Shuttle Main Engine Arhivat în 24 ianuarie 2015, la Wayback Machine.. 
În anul 2004, în cadrul proiectului Constellația, inițiat de Admnistrația Bush (al 43-lea), care urmărea întoarcerea astronauților americani pe Lună (proiect abandonat în 2010), specialistul român a participat la dezvoltarea motorului en  J2X, o modernizare a unuia din motoarele principale, alături de en  Rocketdyne F-1, ale rachetei Apollo cu care s-a ajuns pe Lună în anul 1969.

#### SpaceX și, din nou, Rocketdyne
Între 2011 - 2016, a lucrat pentru SpaceX, corporația antreprenorului vizionar Elon Musk, unde a proiectat turbinele motoarelor Merlin 1D si en  MVacD, cu care sunt echipate rachetele Falcon 9. A lucrat și la proiectarea motoarelor prototip en Raptor, care echipează racheta BFR destinată misiunilor spre Marte.
„Am proiectat turbinele motoarelor Merlin 1D și Merlin VacD care operează în prezent pe racheta Falcon 9. De asemenea, am proiectat turbinele prototip ale motorului Raptor, în prezent încă în dezvoltare la Space X, care foloseste metanul drept combustibil și care este destinat viitoarelor misiuni spre Marte”—Bogdan Marcu la emisiunea Născut în România, emisiune difuzată la 28 iunie 2020
În 2016 se reîntoarce la Rocketdyne, acum o divizie a companiei Aerojet sub noul nume de Aerojet Rocketdyne Holdings, în calitate de coordonator al grupului de dezvoltare a turbinelor, cu proiecte la noile motoare RS-25 pentru NASA Space Launch System (SLS).

#### Educator
În paralel cu cariera științifică, desfășoară activitate educațională, ca lector al aceleiași universități, și activitate publicistică, cu articole științifice pe platforma online Huffington Post. 
În prezent, în afara activității de șef de proiect la Aerojet Rocketdyne, Bogdan Marcu este lector universitar la USC Viterbi School of Engineering, colegiu universitar al en  Universității Sudului Californiei.

## Proiecte literare

### Literatură ficțională
În 2017, reputatul inginer aero-spațial publică romanul Project Morphem, un thriller științifico-politic, scris și publicat în engleză, care a apărut și în limba română în două volume, 
1. Proiectul Morphem - Cartea 1 și
2. Proiectul Morphem - Cartea 2.

- Project Morphem, Bogdan Marcu, illustrated by Zoe Olaru, Quiet Sierra Incorporated, 2017, 442 pages, ISBN-10 0692-876-855, ISBN-13 978-069-287-6855 [15]
- Thriller-ul politic Proiectul Morfem - Morfem, editura Pascon, Romania [16] în limba norvegiană